# هیو پلاکستون
هیو پلاکستون (انگلیسی: Hugh Plaxton; ۱۶ مهٔ ۱۹۰۴ – ۱ دسامبر ۱۹۸۲) بازیکن هاکی روی یخ، وکیل، و سیاستمدار اهل کانادا بود.